# Florentino González
José Nazario Florentino González Vargas (Coromoro, 1805-Buenos Aires, 2 de enero de 1874) fue un constitucionalista, economista, político, periodista y catedrático colombiano. Florentino González fue uno de los principales artífices de las reformas políticas liberales en su país.

## Biografía
Florentino González presenció la guerra civil y la guerra de independencia, llegando a emigrar a los llanos. En 1825, Florentino González fue consagrado en Colegio de San Bartolomé como bachiller, licenciado y doctor en Jurisprudencia, lo que combinó con algunos cursos tomados en el Colegio del Rosario. Desde 1827 ejerció el periodismo en el periódico El Conductor, que dirigía Vicente Azuero.
Participó el 25 de septiembre de 1828, en Bogotá, en el atentado contra el general Simón Bolívar denominado Conspiración Septembrina. Al fracasar en el intento fue arrestado y luego condenado al exilio.
Su exilio no duró mucho: en 1831 regresó a Bogotá y nuevamente se vinculó a la vida política junto al general Francisco de Paula Santander, y lo nombraron secretario de la Convención Constituyente de los departamentos de Nueva Granada, en 1831.
Entre 1833 y 1839 González se desempeñó como profesor titular de derecho constitucional, ciencia administrativa y derecho internacional en la Universidad de Bogotá. Su acercamiento e interés por la economía se fortaleció en sus viajes y estadías en Europa donde realizó estudios en la materia.
En 1846, el presidente Tomás Cipriano de Mosquera lo designó secretario de Hacienda. Promovió las reformas encaminadas a eliminar todo tipo de trabas al comercio. Su idea de libertad de comercio fue controvertida por los artesanos de Bogotá.
A mediados del siglo XIX la contienda entre librecambistas y proteccionistas fue más allá de los artículos de prensa. González no dio su brazo a torcer y fue víctima de un atentado, por parte de los artesanos, en 1853.
En 1859 salió del país para nunca más retornar. Murió en Buenos Aires, Argentina, en enero de 1874, siendo sepultado en el Cementerio Central de Bogotá.

## Obras
- Elementos de ciencia administrativa
- A la imparcialidad y a la justicia
- Ensayo sobre la situación actual de los estados colombianos
- El programa radical y el orden social